# Tour de France 1982
69. Tour de France rozpoczął się 2 lipca w Bazylei, a zakończył się 25 lipca w Paryżu. Wyścig składał się z prologu i 21 etapów. Cała trasa liczyła 3506 km.
Klasyfikację generalną wygrał po raz czwarty w karierze Francuz Bernard Hinault, wyprzedzając dwóch Holendrów: Joopa Zoetemelka i Johana van der Velde. Klasyfikację punktową i sprinterską wygrał Irlandczyk Sean Kelly, górską Francuz Bernard Vallet, a młodzieżową Australijczyk Phil Anderson. Anderson został pierwszym kolarzem spoza Europy, który odniósł zwycięstwo w indywidualnej klasyfikacji TdF. Najaktywniejszym kolarzem został Francuz Régis Clère. W klasyfikacji drużynowej najlepsza była francuska ekipa Coop-Mercier, a w punktowej klasyfikacji drużynowej zwyciężył holenderski zespół TI-Raleigh.

## Zmiany w stosunku do poprzednich edycji
Podczas poprzedniej edycji Urs Freuler, Eddy Planckaert i Walter Planckaert wycofali się przed odcinkami alpejskimi. Organizatorzy wyścigu chcieli zapobiec podobnym sytuacjom, więc w 1982 roku wprowadzono zakaz wycofywania się z wyścigu bez ważnego powodu. Kolarz, który wycofałby się bez pozwolenia straciłby wszystkie wygrane nagrody, otrzymał karę pieniężną i nie mógłby wystąpić w Wielkiej Pętli w kolejnym roku.

## Drużyny
W tej edycji TdF wzięło udział 17 drużyn:
- Renault-Elf-Gitane
- La Redoute-Motobecane
- Ti Raleigh-Campagnolo-Merckx
- Capri Sonne-Campagnolo-Merckx
- Peugeot-Shell-Michelin
- Wickes-Bouwmarkt-Splendor
- Vermeer-Thijs-Gios
- SEM-France Loire-Campagnolo
- Sunair-Colnago-Campagnolo
- DAF Trucks-Tévé Blad-Rossin
- Coop-Mercier-Mavic
- Teka
- Wolber-Spidel
- Puch-Eurotex-Campagnolo
- Inoxpran-Pentole Posate
- Cilo-Aufina
- Hoonved-Botecchia

## Etapy
| P  | 2 lipca  | Bazylea                                     | ITT 7,4 km    | Bernard Hinault           | Bernard Hinault |               |               |
| 1  | 3 lipca  | Schupfart – Möhlin                          | 207,0 km      | Ludo Peeters              | Ludo Peeters    |               |               |
| 2  | 4 lipca  | Bazylea – Nancy                             | 250,0 km      | Phil Anderson             | Phil Anderson   |               |               |
| 3  | 5 lipca  | Nancy – Longwy                              | 134,0 km      | Daniel Willems            | Phil Anderson   |               |               |
| 4  | 6 lipca  | Beauraing – Mouscron                        | 219,0 km      | Gerrie Knetemann          | Phil Anderson   |               |               |
| 5  | 7 lipca  | Orchies – Fontaine-au-Pire                  | TTT 73,0 km   | odwołany                  | Phil Anderson   |               |               |
| 6  | 8 lipca  | Lille                                       | 233,0 km      | Jan Raas                  | Phil Anderson   |               |               |
|    | 9 lipca  | Dzień przerwy                               | Dzień przerwy | Dzień przerwy             | Dzień przerwy   | Dzień przerwy | Dzień przerwy |
| 7  | 10 lipca | Cancale – Concarneau                        | 235,0 km      | Pol Verschuere            | Phil Anderson   |               |               |
| 8  | 11 lipca | Concarneau – Châteaulin                     | 204,8 km      | Frank Hoste               | Phil Anderson   |               |               |
| 9A | 12 lipca | Lorient – Plumelec                          | TTT 69,0 km   | Raleigh                   | Phil Anderson   |               |               |
| 9B | 12 lipca | Plumelec – Nantes                           | 138,5 km      | Stefan Mutter             | Phil Anderson   |               |               |
| 10 | 13 lipca | Saintes – Bordeaux                          | 147,2 km      | Pierre-Raymond Villemiane | Phil Anderson   |               |               |
| 11 | 14 lipca | Bordeaux – Valence d’Agen                   | ITT 57,3 km   | Gerrie Knetemann          | Bernard Hinault |               |               |
|    | 15 lipca | Dzień przerwy                               | Dzień przerwy | Dzień przerwy             | Dzień przerwy   | Dzień przerwy | Dzień przerwy |
| 12 | 16 lipca | Fleurance – Pau                             | 249,0 km      | Sean Kelly                | Bernard Hinault |               |               |
| 13 | 17 lipca | Pau – Saint-Lary-Soulan                     | 122,0 km      | Beat Breu                 | Bernard Hinault |               |               |
| 14 | 18 lipca | Martigues                                   | ITT 32,5 km   | Bernard Hinault           | Bernard Hinault |               |               |
| 15 | 19 lipca | Manosque – Orcières                         | 208,0 km      | Pascal Simon              | Bernard Hinault |               |               |
| 16 | 20 lipca | Orcières – L’Alpe d’Huez                    | 123,0 km      | Beat Breu                 | Bernard Hinault |               |               |
| 17 | 21 lipca | Le Bourg-d’Oisans – Morzine                 | 251,0 km      | Peter Winnen              | Bernard Hinault |               |               |
| 18 | 22 lipca | Morzine – Saint-Priest                      | 233,0 km      | Adri van Houwelingen      | Bernard Hinault |               |               |
| 19 | 23 lipca | Saint-Priest – Saint-Priest                 | ITT 48,0 km   | Bernard Hinault           | Bernard Hinault |               |               |
| 20 | 24 lipca | Sens – Aulnay-sous-Bois                     | 161,0 km      | Daniel Willems            | Bernard Hinault |               |               |
| 21 | 25 lipca | Fontenay-sous-Bois – Paryż (Champs-Élysées) | 186,8 km      | Bernard Hinault           | Bernard Hinault |               |               |

## Klasyfikacje końcowe

### Klasyfikacja generalna
| Pozycja | Zawodnik            | Drużyna        | Czas         |
| ------- | ------------------- | -------------- | ------------ |
| 1.      | Bernard Hinault     | Renault        | 92 h 08' 46” |
| 2.      | Joop Zoetemelk      | Mercier        | +6' 21”      |
| 3.      | Johan van der Velde | Raleigh        | +8' 59”      |
| 4.      | Peter Winnen        | Capri Sonne    | +9' 24”      |
| 5.      | Phil Anderson       | Peugeot        | +12' 16”     |
| 6.      | Beat Breu           | Cilo           | +13' 21”     |
| 7.      | Daniel Willems      | Sunair-Colnago | +15' 33”     |
| 8.      | Raymond Martin      | Mercier        | +15' 35”     |
| 9.      | Hennie Kuiper       | DAF            | +17' 01”     |
| 10.     | Alberto Fernández   | Teka           | +17' 19”     |

### Klasyfikacja punktowa
| Pozycja | Zawodnik        | Drużyna        | Punkty |
| ------- | --------------- | -------------- | ------ |
| 1.      | Sean Kelly      | SEM            | 429    |
| 2.      | Bernard Hinault | Renault        | 152    |
| 3.      | Phil Anderson   | Peugeot        | 149    |
| 4.      | Daniel Willems  | Sunair-Colnago | 143    |
| 5.      | Stefan Mutter   | Puch           | 127    |

### Klasyfikacja górska
| Pozycja | Zawodnik             | Drużyna     | Punkty |
| ------- | -------------------- | ----------- | ------ |
| 1.      | Bernard Vallet       | La Redoute  | 278    |
| 2.      | Jean-René Bernaudeau | Peugeot     | 237    |
| 3.      | Beat Breu            | Cilo        | 205    |
| 4.      | Bernard Hinault      | Renault     | 141    |
| 5.      | Peter Winnen         | Capri Sonne | 113    |

### Klasyfikacja młodzieżowa
| Pozycja | Zawodnik            | Drużyna | Czas        |
| ------- | ------------------- | ------- | ----------- |
| 1.      | Phil Anderson       | Peugeot | 92h 21' 02” |
| 2.      | Kim Andersen        | Mercier | +19' 41”    |
| 3.      | Marc Madiot         | Renault | +37' 12”    |
| 4.      | Gerard Veldscholten | Raleigh | +39' 14”    |

### Klasyfikacja sprinterska
| Pozycja | Zawodnik       | Drużyna        | Punkty |
| ------- | -------------- | -------------- | ------ |
| 1.      | Sean Kelly     | SEM            | 187    |
| 2.      | Phil Anderson  | Peugeot        | 87     |
| 3.      | Daniel Willems | Sunair-Colnago | 80     |

### Klasyfikacja drużynowa
| Pozycja | Drużyna    | Czas          |
| ------- | ---------- | ------------- |
| 1.      | Mercier    | 377 h 25' 33” |
| 2.      | Renault    | +14' 01”      |
| 3.      | Peugeot    | +26' 46”      |
| 4.      | Raleigh    | +55' 33”      |
| 5.      | La Redoute | +1 h 15' 21”  |